# Ключ 128
Ключ 128 (трад. и упр. 耳)  — ключ Канси со значением "ухо"; один из 29, состоящих из шести штрихов.
В словаре Канси есть 172 символов (из 49 030), которые можно найти c этим радикалом.

## История
Древняя идеограмма условно изображала ухо.
Современный иероглиф используется в значениях: «ухо, уши, ушной, на уши», «ушки, ручки (предмета), боковые выступы, боковины (зданий)», «внимать, слушать, принимать во внимание, запоминать» и др.
В качестве ключевого знака иероглиф используется редко.

Вид в Цзиньвэнь
Вид в Цзягувэнь
Вид в большой печати Чжуаньшу
Вид в малой печати Чжуаньшу

В словарях находится под номером 128.

## Примеры иероглифов
| Доп. штрихи | Иероглифы                                       |
| ----------- | ----------------------------------------------- |
| 0           | 耳                                              |
| 1           | 耴                                              |
| 2           | 耵                                              |
| 3           | 耶 耷                                           |
| 4           | 耸 耹 耺 耻 耼 耽 耾 耿 聀 聁 聂                |
| 5           | 聃 聄 聅 聆 聇 聈 聉 聊 聋 职 聍 聎 聏 聐 聑 聒 |
| 6           | 聓 联                                           |
| 7           | 聕 聖 聗 聘                                     |
| 8           | 聙 聚 聛 聜 聝 聞 聟 聠 聡 聢 聣                |
| 9           | 聤 聥 聦 聧 聨 聩 聪 聫                         |
| 10          | 聬 聭                                           |
| 11          | 聯 聰 聱 聲 聳 聴                               |
| 12          | 聮 聵 聶 職                                     |
| 13          | 聸                                              |
| 14          | 聹 聺 聻 聼                                     |
| 16          | 聽 聾                                           |

- Примечание: Ваш браузер может отображать иероглифы неправильно.